# Gare Wiesbaden-Biebrich
La gare Wiesbaden-Biebrich est une gare ferroviaire allemande, de la ligne de la droite du Rhin (de). Elle est située à Biebrich, un quartier au sud du centre-ville de Wiesbaden dans le Land de Hesse.
Elle est mise en service en 1856. C'est une gare de la Deutsche Bahn (DB), desservie par le Regional-Express

## Service des voyageurs

### Intermodalité
Des bus desservent la gare.